# Андре, Эдуард Франсуа
Эдуард Франсуа Андре (фр. Édouard François André или фр. Édouard-François André, 17 июля 1840 — 25 октября 1911) — французский ботаник и ландшафтный архитектор. Почётный член Общества французских акварелистов.

## Биография

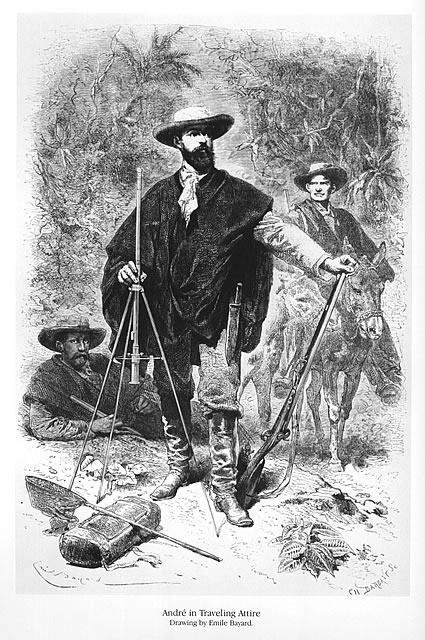
Эдуард Франсуа Андре во время экспедиции

Эдуард Франсуа Андре родился в городе Бурж 17 июля 1840 года.
В 1860 году в возрасте 20 лет он был назначен главным садовником Парижа и занимал эту должность до 1868 года.
Эдуард Франсуа Андре стал ландшафтным архитектором. В 1866 году он выиграл международный тендер на разработку дизайна Сефтон парка в Ливерпуле в Англии. Это был проект, над которым он работал в течение пяти лет. Он создал множество других парков в Австрии,  Нидерландах,  Дании,  Швейцарии, Литве (сад Дворца Тышкевичей в Паланге, Дворца Тышкевичей в Лентварисе), усадьба Ужутракис в Тракае.
По заказу французского правительства Андре был в научной экспециции в Эквадоре, во время которой он собирал растения с июня по август 1876 года, чтобы сделать общий обзор флоры Северных Анд. Он внёс значительный вклад в ботанику, описав множество видов растений.
Эдуард Франсуа Андре умер 25 октября 1911 года.

## Научная деятельность
Эдуард Франсуа Андре специализировался на папоротниковидных и на семенных растениях.

## Некоторые публикации
- Bromeliaceae Andreanae. Description et Histoire des Bromeliacées, récoltées dans la Colombie, l’Ecuador et la Venezuela. Paris: Librairie Agricole, 1889[6]. Nachdruck: Berkley CA, USA: Big Bridge Press, 1983.
- L' art des jardins: traité général de la composition des parcs et jardins. Paris: Masson, 1879. Nachdruck: Marseille: Lafitte Reprints, 1983, ISBN 2-7348-0127-2.